# José Gil Barbosa
José Gil Barbosa, também chamado José Gil (Altos, 27 de novembro de 1918 – Teresina, 30 de abril de 2013) foi um advogado, professor, tabelião e político brasileiro, outrora deputado estadual pelo Piauí e prefeito de Altos por três vezes.

## Dados biográficos

### Carreira política
Filho de João Gil de Almeida e Maria Saraiva Barbosa (Maroca Barbosa). Professor e advogado, formou-se em Ciências Físicas e Biológicas na Universidade Federal do Ceará e em Direito pela antiga Faculdade de Direito do Piauí. Trabalhou em Altos como agente municipal de estatística, procurador e tesoureiro da prefeitura, além de lecionar Ciências e Educação Moral e Cívica no Ginásio Estadual Pio XII, e ainda foi tabelião no cartório do município.
Eleito vice-prefeito de Altos em 1954, na chapa de Domingos Félix do Monte, assumiu o mandato de prefeito em abril de 1955 por motivos de saúde do titular e, com a morte deste, foi efetivado no cargo. Primeiro suplente de deputado estadual via PTB em 1962, foi efetivado após a cassação de Themístocles Sampaio em decorrência do Regime Militar de 1964. Eleito prefeito de Altos pela ARENA em 1966, conquistou o mandato de vice-prefeito em 1972 na chapa de seu primo, José Barbosa. Derrotado por Felipe Raulino na eleição para prefeito de Altos em 1976, elegeu-se para o cargo por uma sublegenda do PMDB em 1982. Tentou retornar ao cargo em 1992, perdendo para Cézar Leal, apoiado pelo prefeito José Batista Fonseca. Em 2000 foi eleito vereador aos 82 anos, com 563 votos. Disputou sua última eleição como candidato a vice-prefeito em 2004.

### Família e memória
Casou-se em primeiras núpcias com Francisca Alves Gil Barbosa (falecida em 7 de setembro de 1972) e com ela teve sete filhos: José Gil Barbosa Júnior (promotor de Justiça aposentado, atualmente advogado); Gilson Gil Barbosa (médico, falecido em 2004); Maria das Graças Gil Barbosa (professora e bacharela em Direito); Elisete Gil Barbosa (falecida em 1977); João Gil Barbosa (professor); José Olindo Gil Barbosa (juiz de Direito, hoje titular do Juizado de Violência Doméstica e Familiar Contra a Mulher, em Teresina, Piauí; e Antônio Francisco Gil Barbosa (juiz de Direito, hoje titular da Vara Única Cível e Penal da comarca de Nova Timboteua, Pará.
José Gil Barbosa foi casado em segundas núpcias com Luzanira Rosendo Máximo Barbosa, com quem viveu até seu óbito, em 30 de abril de 2013.
Seu filho mais jovem, Antônio Francisco Gil Barbosa (PMDB), foi eleito vice-prefeito de Altos em 2000 na chapa da jornalista Elvira Raulino (PSDB), eleita prefeita. Pela primeira e única vez na história, as duas maiores famílias tradicionalmente adversárias uniram-se para disputar uma eleição.
No dia 20 de outubro de 2011, recebe das mãos do presidente do Conselho Federal da Ordem dos Advogados do Brasil, Ophir Cavalcante, homenagem por ser o advogado em atividade de maior idade em atuação do Piauí.
Em sua honra, o hospital municipal de Altos, e uma Unidade Escolar Municipal, carregam seu nome.